# Tour du lac Poyang
Le Tour du lac Poyang est une course cycliste chinoise disputée au mois de septembre près du lac Poyang, dans la province du Jiangxi. Créée en 2013, elle attire un grand nombre d'équipes continentales, bien qu'elle ne soit pas inscrite au calendrier UCI.

## Palmarès
| Année     | Vainqueur              | Deuxième           | Troisième          |
| --------- | ---------------------- | ------------------ | ------------------ |
| 2010      | Sergey Koudentsov      |                    |                    |
| 2011-2012 | ?                      | ?                  | ?                  |
| 2013      | Nicholas Graham-Dawson | Julien Liponne     | Vahid Ghaffari     |
| 2014      | Ryan Cavanagh          | Sjoerd Kouwenhoven | Adam Farabaugh     |
| 2015      | Thomas Rabou           | John Ebsen         | Sjoerd Kouwenhoven |
| 2016      | Žiga Grošelj           | Maarten de Jonge   | Andrei Nechita     |
| 2017      | Nikodemus Holler       | Peter Pouly        | Suleiman Kangangi  |
| 2018      | Maarten de Jonge       | Jasper Ockeloen    | Jarosław Marycz    |
| 2019      | Oleksandr Golovash     | Sam Boardman       | Andriy Vasylyuk    |
| 2020-2022 | pas de course          | pas de course      | pas de course      |
| 2023      | Lyu Xianjing           | Jakub Kaczmarek    | Tomasz Budziński   |
| 2024      | Petr Rikunov           | Kane Richards      | Timofei Ivanov     |